# Đảo Moti
Moti hay Motir là một đảo núi lửa ở ngoài khơi phía tây của đảo Halmahera, Indonesia. 5 km chiều rộng của hòn đảo được bao quanh bởi các rạn san hô. Chóp của núi lửa bị cụt và bao gồm một miệng ở phía tây nam.
Đảo được quản lý như phó quận (kecamatan) bên trong thành phố (kota) Ternate.